# Lisice za noge
Lisice za noge
Ta članek govori o fizičnih sredstvih, ki se uporabljajo za omejevanje gibanja. Za druge namene glejte okovala (okovje).
Termin železne spone  vas preusmeri sem. Za jadralni termin glej točko jadranja § območje prepovedi vožnje.
Lisice za noge so sredstva za omejevanje gibanja, ki se uporabljajo na gležnjih oseb,z namenom da omogočajo hojo le z omejenim korakom, preprečujejo tek ter omejujejo fizično aktivnost.  [1]
Pogosto uporabljeni alternativni izrazi so okovi za noge, spone za noge / gležnje, luknjičasto okovje, obroči [2] ali nožni koluti. Izraz "okov" deli koren z besedo "okovati".
Kar se tiče uporabe na ljudeh, se lisice za noge pogosto uporabljajo pri zapornikih in sužnjih. Uporabljajo se tudi za vklepanje dveh oseb skupaj. [3]
Metaforično, orožje je lahko vse, kar omejuje ali zadržuje na kakršenkoli način, torej z besedo "neomejeno".

## Zgodovina
Najzgodnejše lisice za gležnje, najdene v arheoloških izkopavanjih, so iz prazgodovine in so večinoma tipi ključavnic, ki delujejo na principu sestavljank(potrebna pojasnila). Okovje se pojavlja tudi v starodavnih časih v Svetem pismu (2 Samuel 3:34, Job 36:13, Psalm 149: 8)
V rimskih časih že poznamo različne vrste okovja. Nekatere zgodnje različice lisic s skodelicami za vklepanje gležnjev so že na voljo. Te so se pogosto uporabljale v srednjeveškem času, vendar se je njihova uporaba zmanjšala, zaradi množične proizvodnje ključavnic, zaradi česar so bile te bolj dostopne.
Enostavne vrste okovov se še naprej uporabljajo  za zapornike, ki jih prevažajo v taborišča v tuja zaporniška taborišča. 
Prve vgrajene ključavnice so bile pogosto preproste vijačne vrste, vendar so se kmalu razvile v tip "Darby". V Evropi so se ti še naprej uporabljali sredi 20. stoletja, medtem ko so v ZDA od poznega 19. stoletja naprej nastajali številni novi modeli, ki so bili izdelani pred lisicami, okovje za noge tipa peerless pa so postale standard pred nekaj desetletji.
Tip lisic za gležnje, ki se imenuje "Oregon Boot" ali "Gardner Shackle", je leta 1866 patentiral JC Gardner, državni zapornik države Oregon. Oklep je sestavljen iz železnega pasu različne teže, ki je bil zaklenjen okoli enega od gležnjev zapornika, ta je bil podprt z oporniki, ki so se spuščali pod zapornikovo nogo. Teža je omejila gibanje zapornikov, da bi preprečila uhajanje, dolgoročna uporaba pa je povzročala resne poškodbe uporabnika. Uporaba teh lisic je prenehala v sredini 20. stoletja. [4]

## Sporna uporaba
V primerjavi z lisicami za zapestja velja uporaba lisic za gležnje za manj omejujočo. Zaporne oblasti v več državah menijo, da je njihova dolgoročna uporaba sprejemljiva. Da bi se izognili izpodbijanju te sporne prakse, so države Evropske unije prepovedale izvažanje lisic za gležnje v države, ki niso članice EU. Države, ki jih še naprej uporabljajo, se zdaj nagibajo k izdelavi lastnih sredstev.